# تل المغزالية
تل المغزالية، هو موقع أثري يرجع الى فترة ما قبل التاريخ وتحديداً للعصر الحجري الوسيط والعصر الحجري الحديث يقع في محافظة نينوى، العراق. تكمن أهمية تل مغزالية بأنه يظهر تطور ثقافة ما قبل حسونة.

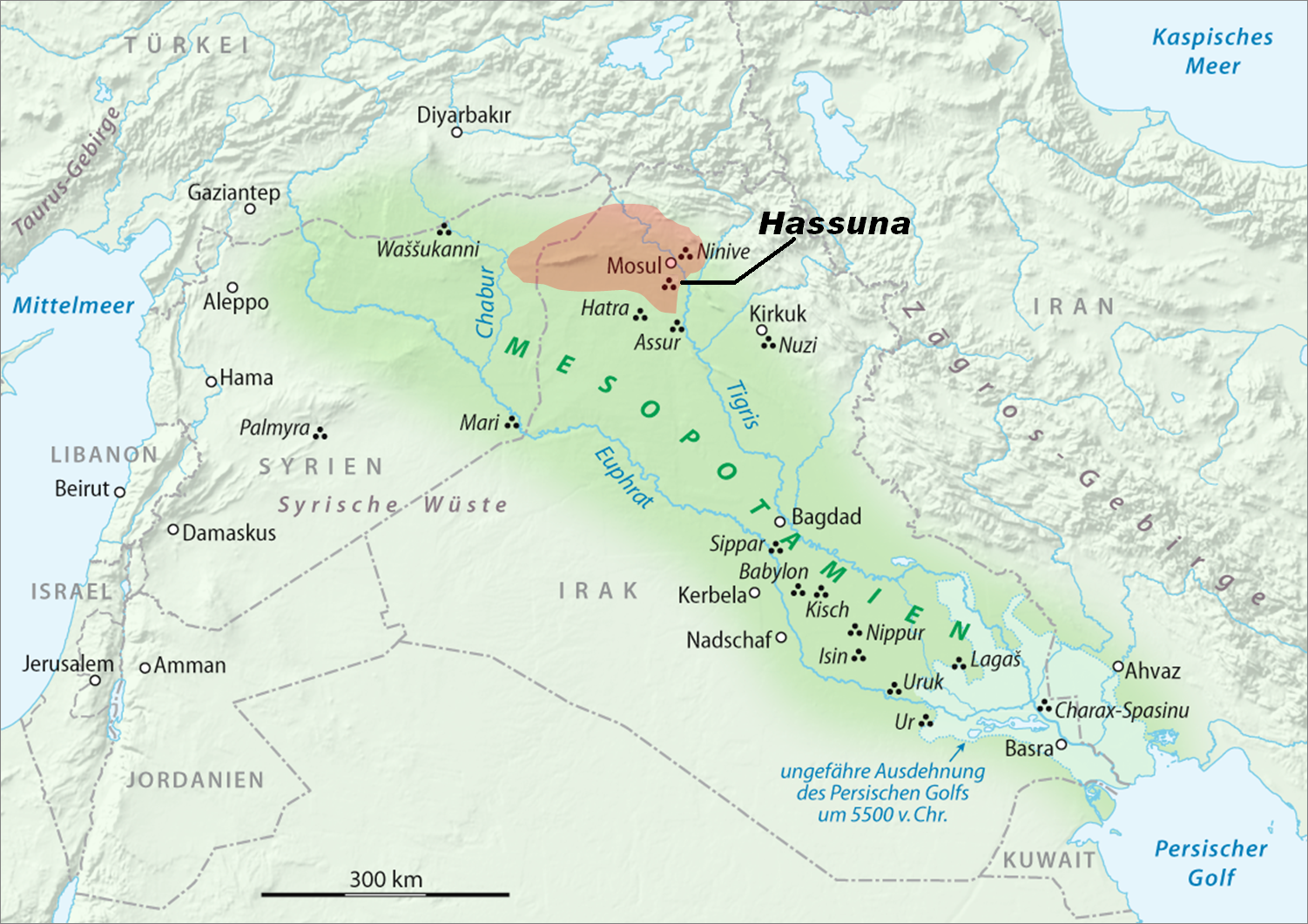
انتشار ثقافة حسونة في الشرق الأدنى

## التنقيب
تبلغ مساحة الموقع حوالي 4500 متر مربع، ويبلغ عمقه حوالي 8 أمتار. نُقب في التل خلال 12 موسمًا بين عامي 1969 و1980 في سهل سنجار، من قبل فريق سوفيتي من معهد الآثار، وأكاديمية العلوم السوفيتية.
كانت القرية الأصلية تضم حوالي 150 شخصًا. وكان مناخ القرية أكثر ملاءمة للصيد والتجمع، من الزراعة طويلة الأمد. تشمل الأدلة الأثرية رقائق الصوان وأحجار الديبيتاج، إلى جانب أدلة على الاستيطان شبه الدائم، بما في ذلك المنازل والمنشآت النفعية. تشير بقايا الاستيطان الدائم إلى جدران معمولة من البيزي وأساسات حجرية. ويبدو أن الطين المستخدم في البناء قد أُسترد من مواقع أخرى، حيث أن الطبقة الطبيعية الأولية من الحجر الجيري الطمي. كان الموقع محاط بجدار بواجهة حجرية ضخمة.
قدر المنقبون ما مجموعه 15 مستوى بناء في الموقع، كل منها بمتوسط سمك 50-60 سم. ويشير التجمع إلى مستوطنة مكتظة، مشغولة باستمرار.

## التعدين
عُثر على "المخرز" النحاسي المطروق (أو إزميل) على أرضية أحد المنازل مما يدل على اكتشاف وسائل التعدين في وقت مبكر.